# Mashal
Ustad Mohammad Sayed, genannt Mashal („Fackel“) (* 1917 in Nihili, Provinz Ghor; † 7. Februar 1998 in Herat) war ein afghanischer Miniaturmaler. 
Er besuchte in Herat die Schule und wohnte und wirkte auch dort. Er wird in Afghanistan als Vertreter der Behzadischen Miniaturkunst bzw. als „Fackel der Behzadischen Miniaturtradition“ bezeichnet. Sein Vorbild war der in der Stadt Herat geborene Gelehrte und Maler Ustad Kamaluddin Behzad.
Ustad Mashal war ein bekannter Künstler insbesondere in Iran und Afghanistan. Dank seiner Kunst und Gemälde konnten einige historische Kunstwerke wie etwa die Pferdestatuen im Bazar von Herat wieder von seinen Schülern wiederaufgebaut werden. Viele seiner Meisterwerke zerstörten die Taliban, als sie in Herat eindrangen. 
Ustad Mashal wurde im Iran mit verschiedenen Auszeichnungen geehrt. Er starb  am 7. Februar 1998.